# Westlothiana
Westlothiana är ett släkte av kräldjur som levde under tidig karbon för 340 miljoner år sedan. Den enda kända arten är Westlothiana lizziae.
Fossil från Westlothiana påträffades första gången 1984, alla kända fynd hittills har hittats i Skottland. Då fyndet gjordes kom den att ges smeknamnet "Lizzie the Lizard". Westlothiana är den äldsta kända kräldjursliknande varelsen, och hade utvecklats ur groddjuren men kunde till skillnad från dessa lägga ägg med hårda skal och föröka sig på land. Westlothiana var omkring 30 centimeter lång.